# Norimberga
Norimberga (in tedesco Nürnberg, [ˈnʏʁmbɛʁkʰ] , in francone orientale: Nämberch) è una città extracircondariale tedesca situata nel Land della Baviera.
È il centro economico e culturale della Franconia. Come grandezza è la seconda città della Baviera, con oltre mezzo milione di abitanti. Nell'aprile del 2005 è stata costituita l'area metropolitana di Norimberga e dintorni.

## Geografia fisica

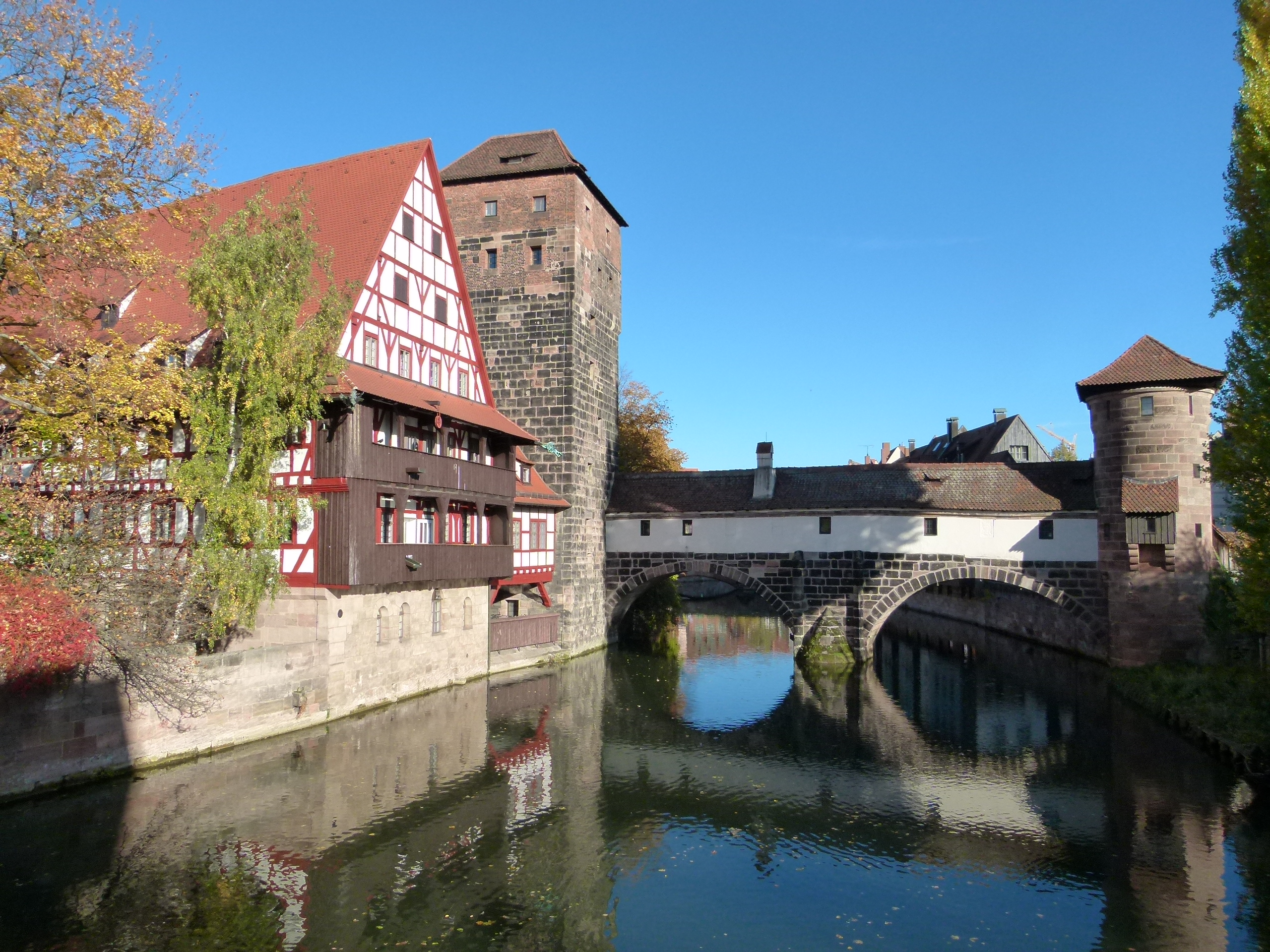
Veduta col fiume Pegnitz.

La città è situata sulle rive del fiume Pegnitz che nasce a circa 80 km a nord-est della città e l'attraversa da est a ovest per circa 14 km per poi congiungersi, pochi km a nord della città di Fürth con il fiume Rednitz per formare il Regnitz.
Il territorio della città comprende una superficie di 186,6 km², a ovest la città è praticamente unita con la città confinante di Fürth. A nord di Norimberga vi è una fertile pianura nella quale è situato anche l'aeroporto cittadino.
Il centro della città è delimitato a nord dalla collina sulla quale si trova il castello con la sua cinta muraria.

### Clima
| Norimberga          | Mesi | Mesi | Mesi | Mesi | Mesi | Mesi | Mesi | Mesi | Mesi | Mesi | Mesi | Mesi | Stagioni | Stagioni | Stagioni | Stagioni | Anno |
| Norimberga          | Gen  | Feb  | Mar  | Apr  | Mag  | Giu  | Lug  | Ago  | Set  | Ott  | Nov  | Dic  | Inv      | Pri      | Est      | Aut      | Anno |
| ------------------- | ---- | ---- | ---- | ---- | ---- | ---- | ---- | ---- | ---- | ---- | ---- | ---- | -------- | -------- | -------- | -------- | ---- |
| T. max. media (°C)  | 2,5  | 4,2  | 8,9  | 13,8 | 19,1 | 22,4 | 24,2 | 23,5 | 19,4 | 13,7 | 6,9  | 3,5  | 3,4      | 13,9     | 23,4     | 13,3     | 13,5 |
| T. min. media (°C)  | −3,2 | −2,8 | −0,1 | 3,4  | 7,8  | 11,2 | 12,8 | 12,1 | 8,6  | 4,5  | 1,0  | −1,7 | −2,6     | 3,7      | 12,0     | 4,7      | 4,5  |
| Precipitazioni (mm) | 44   | 38   | 44   | 45   | 62   | 76   | 73   | 69   | 51   | 47   | 44   | 51   | 133      | 151      | 218      | 142      | 644  |

## Storia

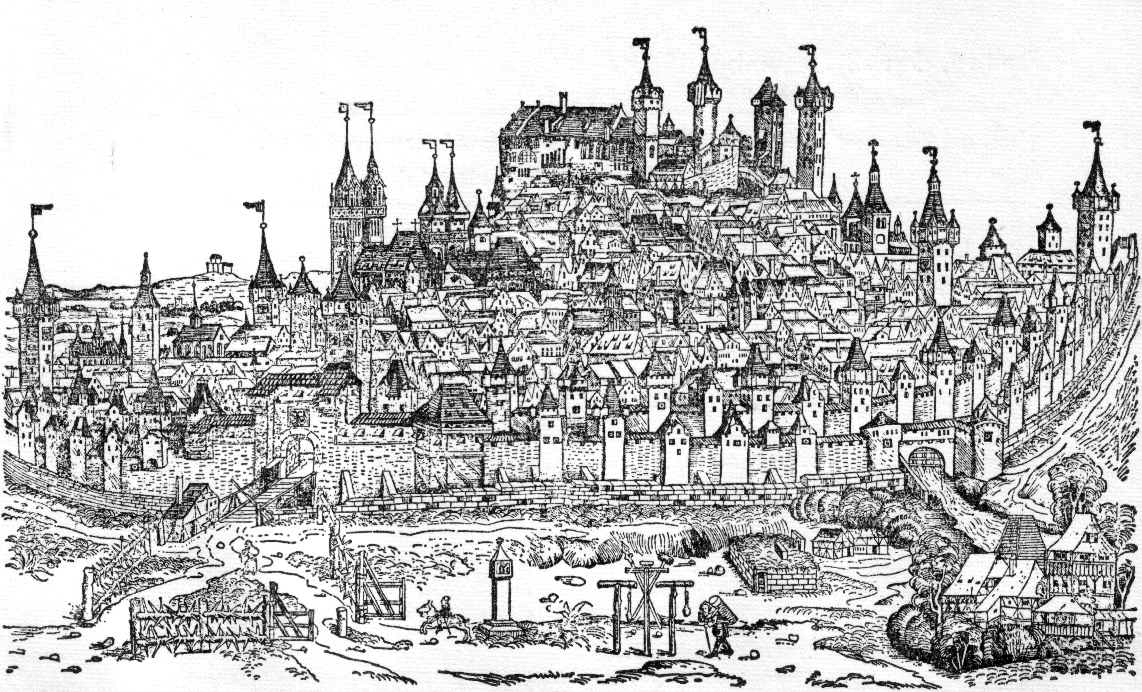
La città nel 1493 (dalle Cronache di Norimberga)

La prima citazione della città di Nuorenberc (monte roccioso) risale al 1050 in un documento dell'imperatore Enrico III; nel 1219 l'imperatore Federico II le accorda il privilegio di intitolarsi "libera città imperiale" e di governarsi con istituzioni autonome. La città si espanse dal Quattrocento al Seicento grazie ad una fiorente attività commerciale sostenuta da scambi con tutta l'Europa e un'altrettanto vivace vita culturale e artistica. Storicamente, la città, di aspetto monumentale, faceva da sfondo tradizionale per le diete imperiali.
La scoperta del Nuovo Mondo (nel 1492) e l'esclusione della città dalle nuove vie commerciali seguiti dalla guerra dei Trent'anni provocarono una lenta decadenza interrotta solo nel XIX secolo con la nascita e l'espansione dell'industria del giocattolo.
La decadenza di Norimberga fu contestuale a quella di Venezia. Con la scoperta del Capo di Buona Speranza (1497), il commercio con Venezia andò scemando; altre vie presero le merci delle Indie; altre nazioni profittarono di un traffico sì allora esclusivo. Cessarono le importazioni da Venezia e le riesportazioni verso il Nord Europa e la Russia. Il graduale impoverimento della ricchezza dei cittadini mutò di conseguenza la Repubblica in oligarchia, le famiglie patrizie disdgnare il lavoro commerciale, tesaurizzare i loro denari nelle rendita, bloccando l'afflusso di turisti o migranti stranieri.
Nel XVII e XVIII gli scambi erano ancora importanti: il Palazzo della Città di architettura italiana, Chiese, fontane, acquedotti. La riforma protestante non fu un ostacolo agli scambi, anzi Venezia fu la prima città italiana ad ospitare pastori evangelici e un luogo di preghiera, a tal punto che Strobel la elogiò come "l'unico esempio italiano" di tolleranza religiosa.
Il taglio dell'Istmo di Suez riporrà Venezia, rispetto al commercio delle Indie, in condizioni analoghe a quelle fortunatissime, nelle quali si trovava prima della scoperta di Vasco da Gama. Norimberga quindi ritornerà nelle felicissime relazioni dei secoli che corsero e la fecero tanto prospera e ricca.
Entrambe le città hanno ospitato una secolare, numerosa e fiorente comunità ebraica.
Nella storia contemporanea, Norimberga è stata una delle roccaforti del potere nazista, le c.d. Führerstadt, insieme a Monaco di Baviera e alla capitale Berlino. La città ha rivestito un ruolo importante sia come sede di raduni di propaganda hitleriana, presso lo Zeppelinwiese (le cui strutture sono ancora parzialmente visibili) in cui si teneva annualmente il Parteitag, e città in cui furono emanate le leggi razziali del 1935, sia, alla fine della seconda guerra mondiale, come sede del tribunale speciale alleato che processò i criminali di guerra nazisti.
A Norimberga lo scrittore vicentino Antonio Fogazzaro ambientò il romanzo Il mistero del poeta.

## Monumenti e luoghi d'interesse
Il centro storico, che ha subito gravi danni durante i bombardamenti della seconda guerra mondiale, è stato in parte ricostruito; presenta tuttora edifici interessanti sotto il profilo storico e artistico.

### Architetture civili

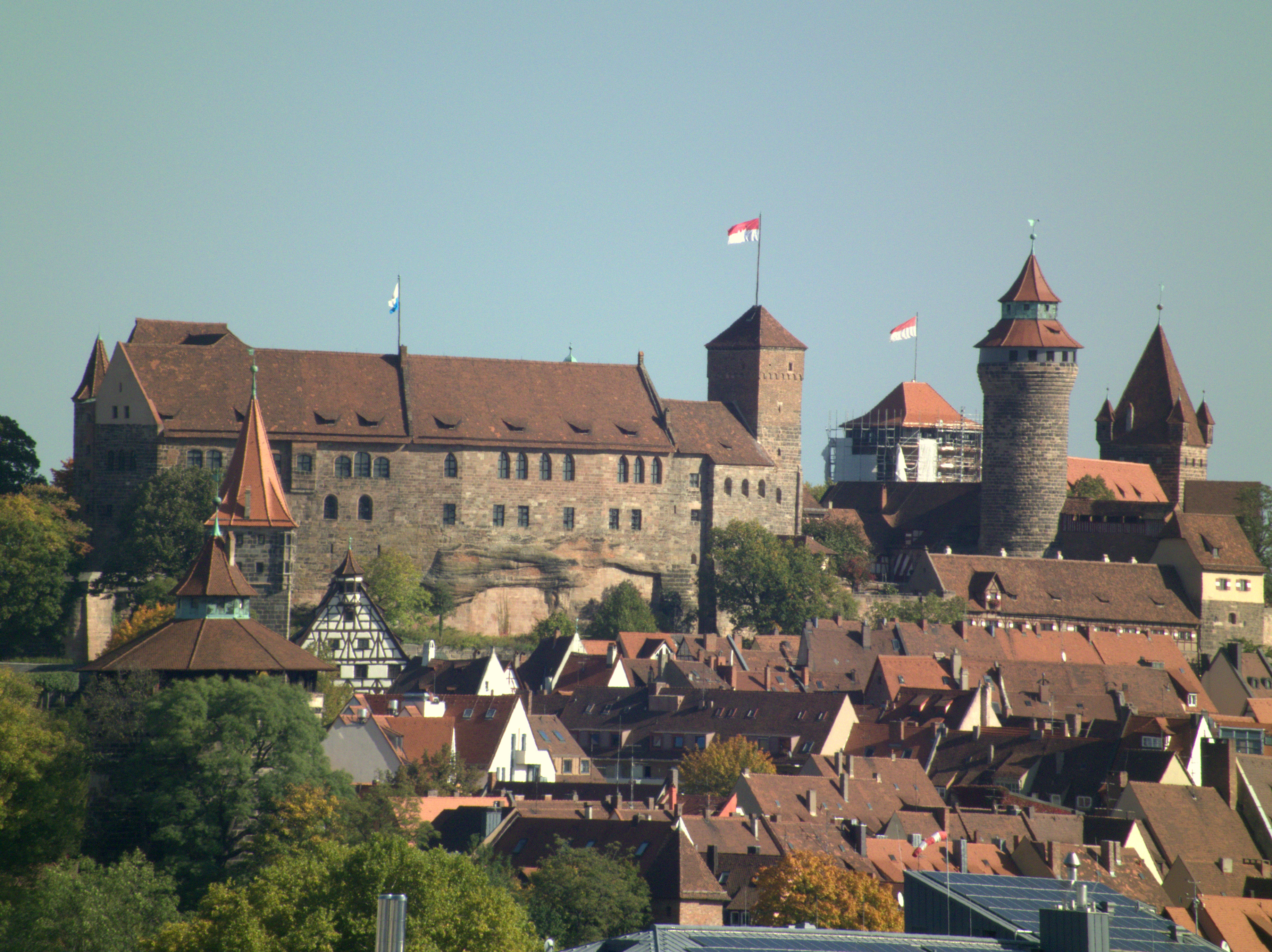
Il Castello Imperiale.

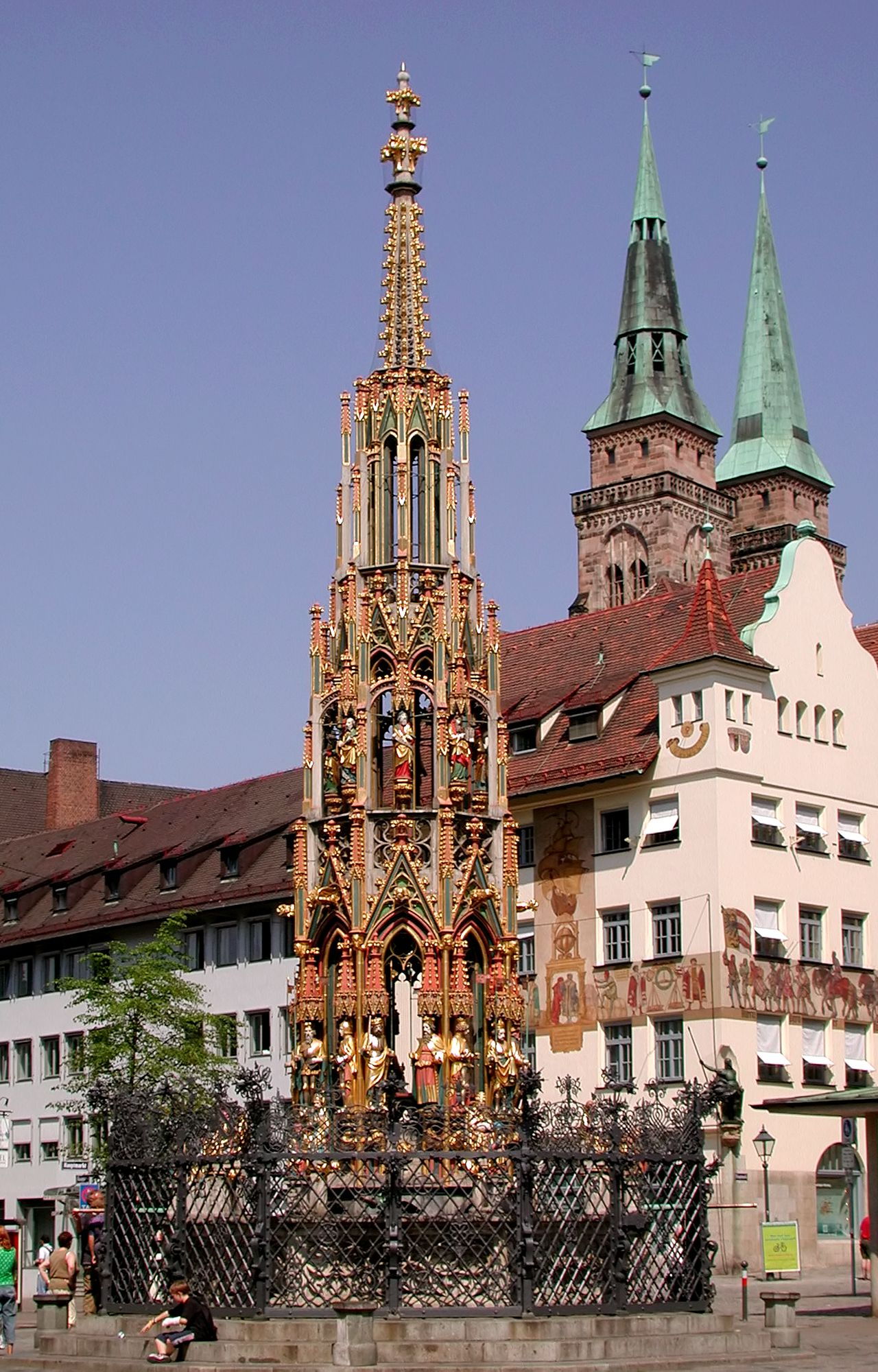
La Schöner Brunnen.

- Il Castello Imperiale. Eretto come residenza imperiale, e residenza dei Conti Hohenzollern a partire dal IX secolo, assunse dopo la metà del XV secolo funzioni militari. Si compone di tre sezioni: il Castello Imperiale (Kaiserburg), il cosiddetto Palazzo comitale, sede dei Burgravi di Norimberga (Burggrafenburg), e gli edifici comunali della città libera dell'Impero nel sito orientale (Reichsstädtische Bauten). Rappresenta una delle fortificazioni storicamente e architettonicamente più significative del Medioevo in Europa; è il massimo monumento cittadino di Norimberga che domina dall'alto di una collina e di cui caratterizza il profilo con le sue torri e le sue mura. Dopo i danni della seconda guerra mondiale, il castello fu accuratamente restaurato secondo precisi modelli storici.
- Il Municipio, costruito nel XIV secolo e ricostruito, dopo la distruzione durante la seconda guerra mondiale.
- La Schöner Brunnen, la Fontana Bella, che sorge sulla Piazza del Mercato è una delle più belle fontane d'Europa, costruita in stile gotico fra il 1385 e il 1396 si presenta come una slanciata guglia adorna di una quarantina di statue di personaggi storici e religiosi. Ad essa è attaccato un anello d'ottone, e si dice che girandolo tre volte in senso orario si possa avverare un desiderio a piacere.
- Stadtmauer. Il centro storico della città è circondato dalle mura risalenti al XIV-XV secolo costituite da due cinte, quella interna alta circa 8 m con camminamento e quella esterna alta circa 15 m, circondata in origine da un fossato ricoperto nel XIX secolo. Le mura hanno circa 80 torri difensive.
- Dürer-haus. La casa-museo del grande pittore Albrecht Dürer, in prossimità del Castello Imperiale.
- Plärrerhochhaus. Importante esempio di architettura moderna del secondo dopoguerra.
- Heilig-Geist-Spital edificato nel 1339 come casa di cura per malati e anziani.
- Nassauer Haus, unico esempio di casatorre a Norimberga.
- Weinstadel. Casa a graticcio medievale.

### Architetture religiose

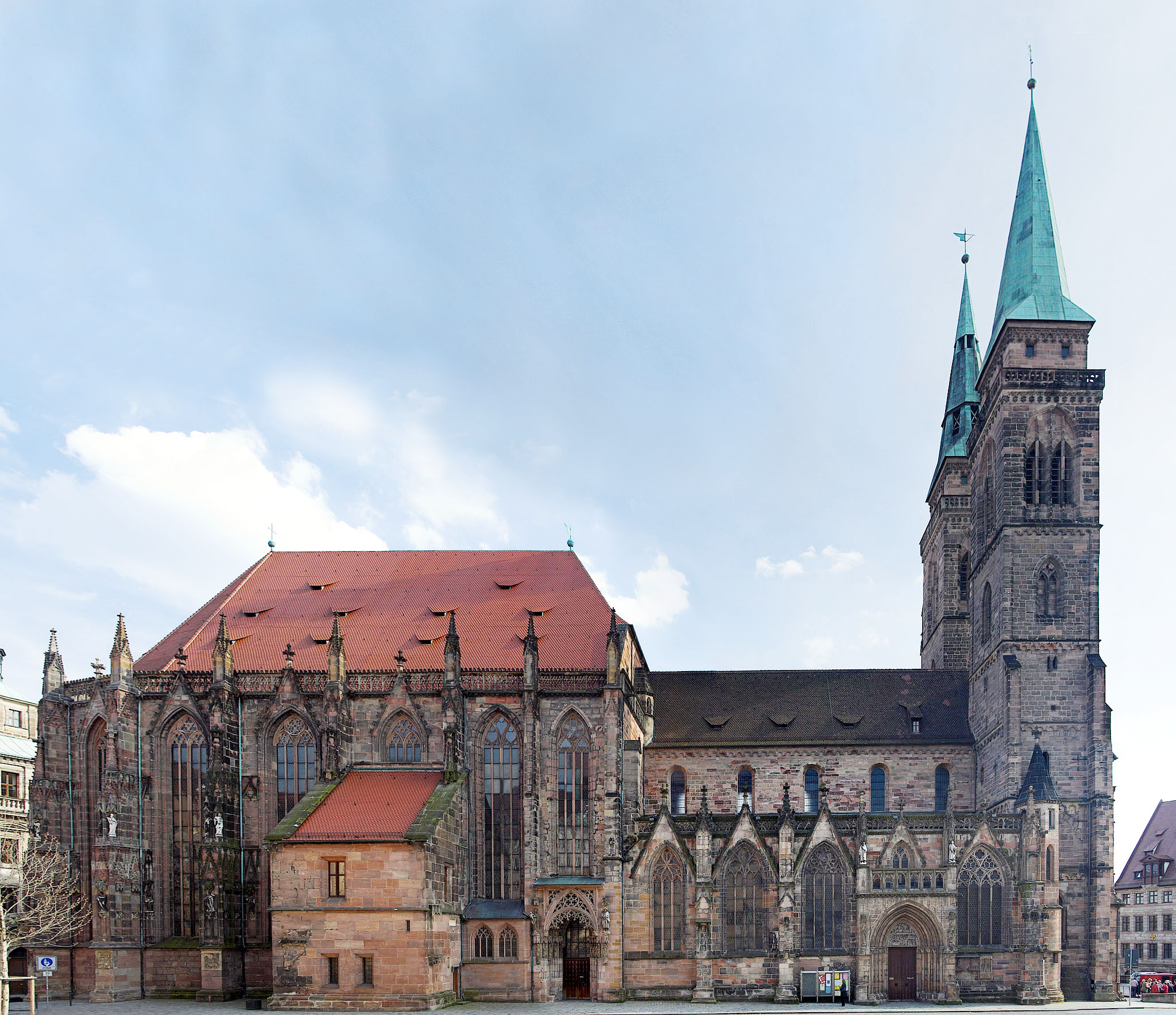
La Chiesa di San Sebaldo.

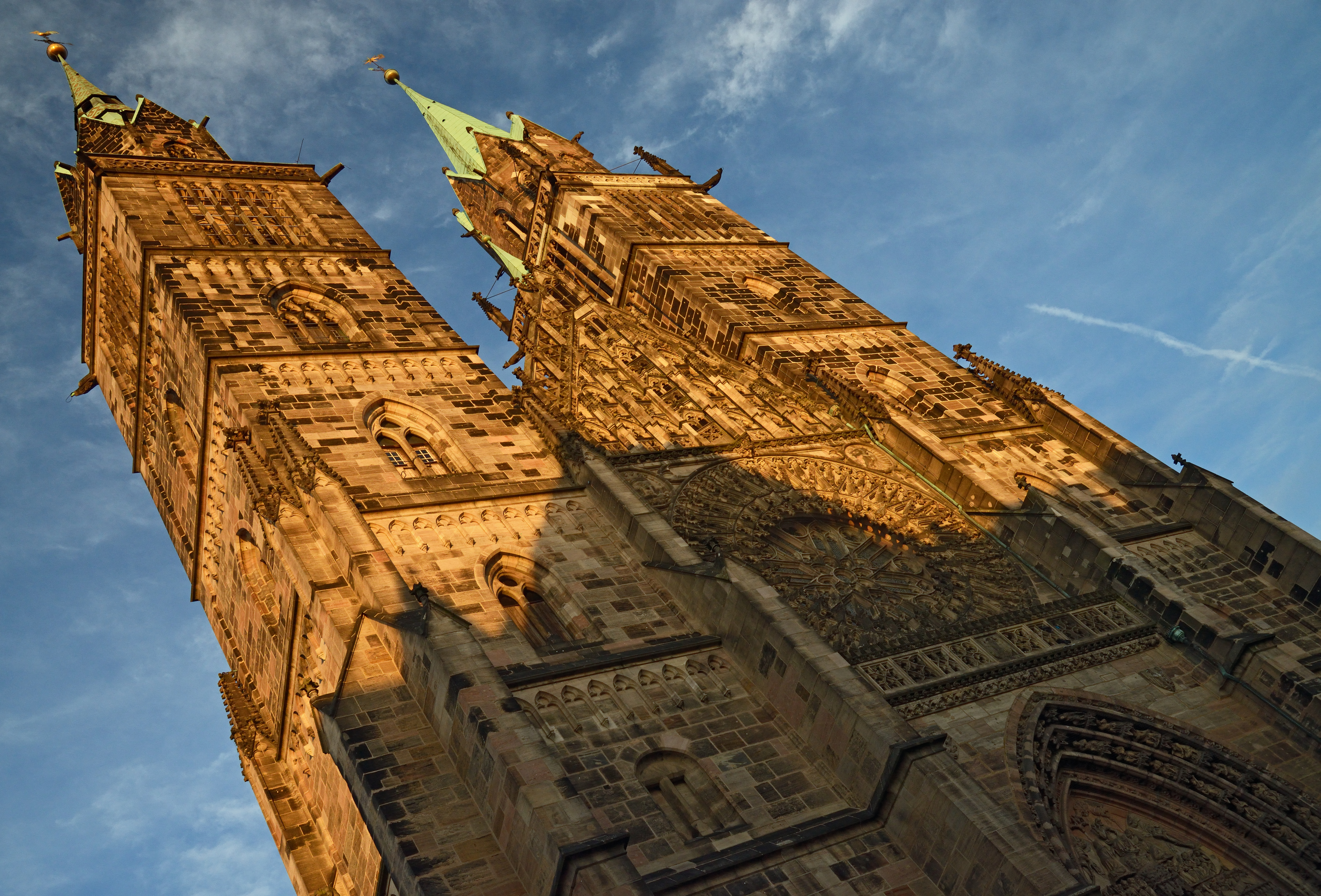
Particolare della facciata della Chiesa di San Lorenzo.

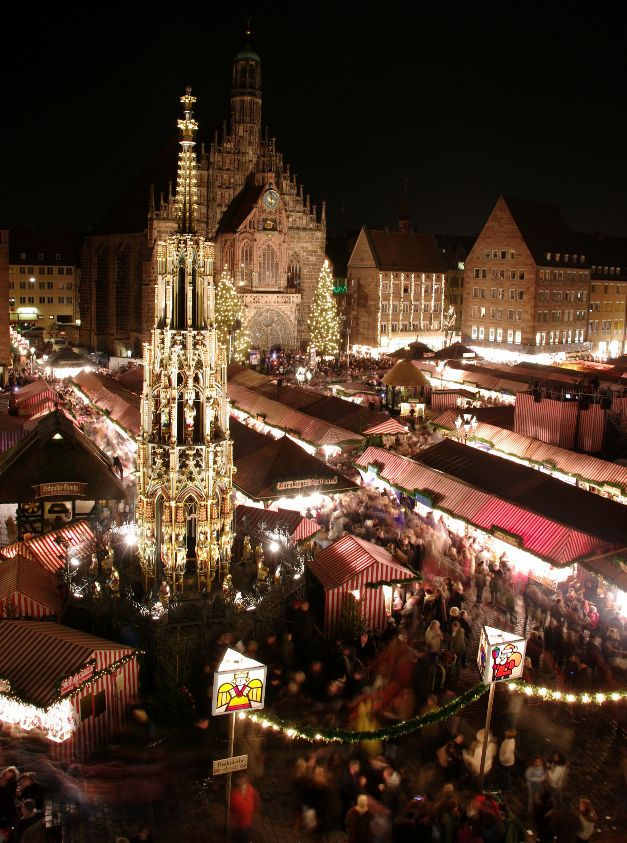
Il Christkindlesmarkt con la Frauenkirche sullo sfondo.

- La Chiesa di San Sebaldo. È un grande edificio medievale iniziato in stile romanico nel 1225-30 e terminato in forme gotiche nel 1379. Dedicato a San Sebaldo, eremita che soggiornò nei dintorni di Norimberga nell'VIII secolo, vi si conserva la sua tomba, capolavoro della Scultura rinascimentale tedesca eseguita nel 1508-19 dal grande Peter Vischer il Vecchio. La chiesa venne costruita al centro del quartiere medievale a nord del fiume Pegnitz, non lontano dal Castello Imperiale, divenendone poi la parrocchiale, in contrapposizione all'altra grande parrocchia di San Lorenzo, nel borgo meridionale. La sua posizione al centro della città ne fece subito un fiorente centro di potere religioso, che le meritò l'incredibilmente e ricco apparato interno. Durante la Riforma, la chiesa divenne uno dei capisaldi del protestantesimo in Germania. In questa chiesa apprese i primi rudimenti musicali Johann Pachelbel.
- La Chiesa di San Lorenzo. Grande edificio gotico, uno dei migliori esempi di questo stile in città, eretto fra il 1250 e il 1477. Nel Medioevo era la parrocchiale del borgo meridionale, in contrapposizione all'altra grande parrocchia di San Sebaldo, posta nel quartiere settentrionale. Conserva rilevanti opere d'arte come un Crocifisso e il famoso Saluto angelico di Veit Stoss; e l'imponente Ciborio del SS. Sacramento, gotico, di Adam Kraft. Gravemente danneggiata nella Seconda guerra mondiale, la chiesa venne scrupolosamente restaurata secondo i piani originali.
- La Frauenkirche, la Chiesa di Nostra Signora, che sorge sulla centrale Piazza del Mercato, rappresenta il più alto e unitario esempio dell'Architettura gotica in città, fu anche la prima chiesa "a Sala" della Franconia, eretta fra il 1352 e il 1358 dal grande architetto Peter Parler. La sua importanza si deve sia al carattere storico-architettonico sia al fatto che è la principale chiesa cattolica della città, parrocchiale. Venne eretta come Cappella della Corte imperiale dall'imperatore Carlo IV e durante il Medioevo fu luogo di esposizione delle Regalia Imperiali.

## Cultura

### Istruzione

#### Università
A Norimberga si trova un'università (Università Friedrich-Alexander di Erlangen-Norimberga), due scuole d'arte e due scuole universitarie per un totale di oltre 24.000 studenti.

#### Musei

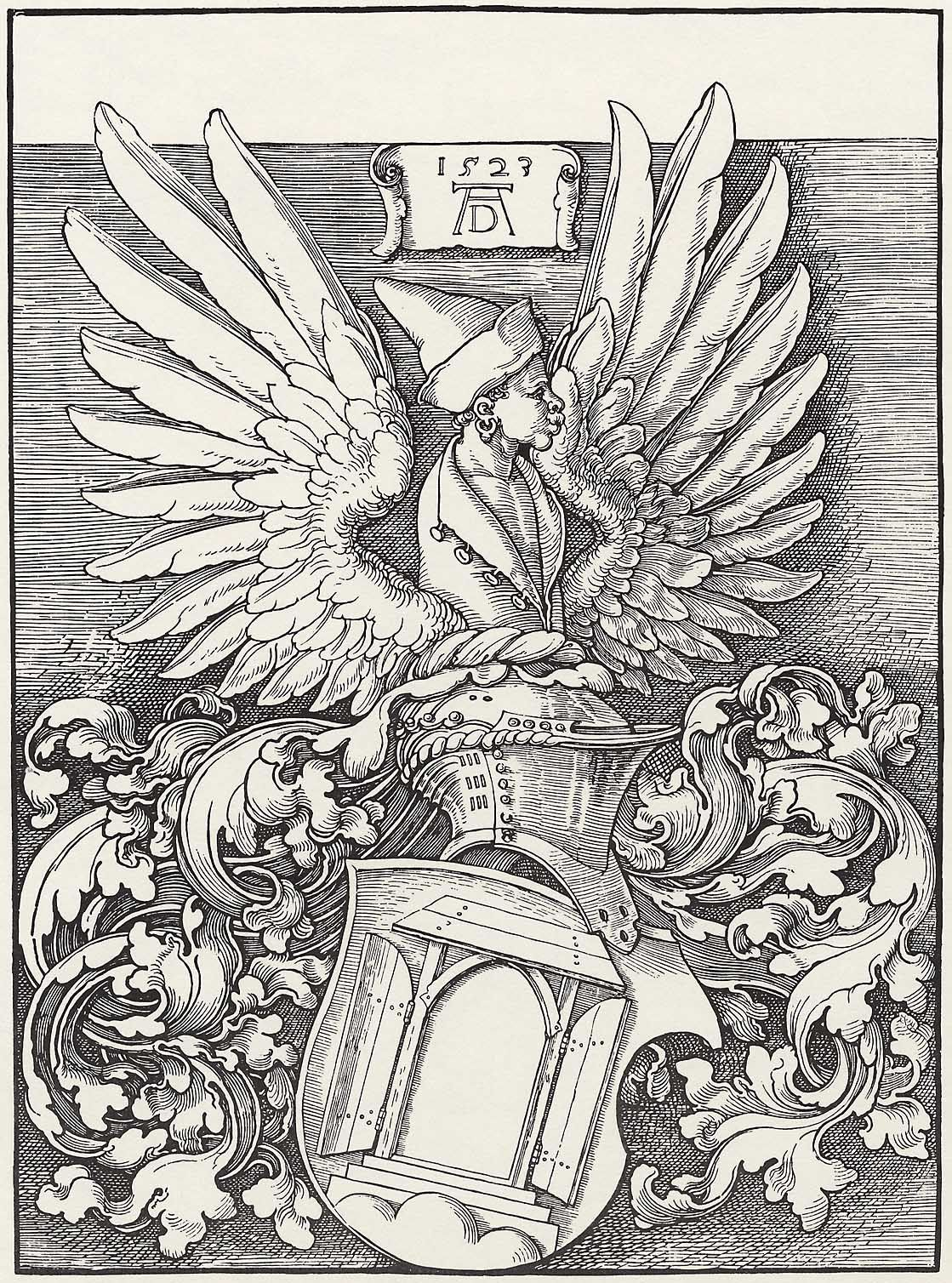
Incisione di Dürer

- Il Germanisches Nationalmuseum, fondato nel 1852, conserva una ricca collezione di oggetti relativi all'arte ed alla cultura tedesca, databili dalla preistoria ai giorni odierni. Con circa 1.200.000 pezzi è considerato il più ricco museo storico-culturale della Germania.
- Albrecht-Dürer-Haus. La casa-museo del grande pittore Albrecht Dürer, in prossimità del Castello Imperiale.
- Dokumentationszentrum Reichsparteitagsgelände. Conserva una ricca esposizione sulla Germania nazista.
- Museo del giocattolo. Situato nel centro storico. L'industria del giocattolo è tradizionale della città.

### Eventi
Celebre in tutto il mondo è il Mercatino del bambin Gesù che si dice essere stato istituito da Martin Lutero, avviene ogni anno tra la fine di novembre e gli inizi di dicembre e coinvolge migliaia di persone provenienti da tutto il mondo.
A Norimberga visse il filosofo Ludwig Feuerbach, radicale antimetafisico, finito in estrema povertà e supportato dal Partito Socialdemocratico dei Lavoratori, dopo esser stato leader europeo della sinistra hegeliana per alcuni anni.
Qui Hegel insegnò filosofia e fu rettore del ginnasio locale, e diede i natali allo storico Karl.

## Economia
Nel dopoguerra ha avuto un forte sviluppo economico, fondato sulla grande industria (meccanica, chimica, metallurgica ecc.). L'antica tradizione artigianale del giocattolo si è anch'essa trasformata in industria. È sede inoltre dell'annuale Fiera del giocattolo di Norimberga, la più grande fiera di giocattoli del mondo.
Norimberga, tra l'altro, è famosa per le sue salsicce (Nürnberger Bratwurst) e i panpepati (Lebkuchen).
I mercatini di Natale di Norimberga, che si svolgono proprio nel centro storico di aspetto medievale, sono un'antica tradizione della città e costituiscono un'attrattiva turistica di livello internazionale.
Norimberga è sede di due case produttrici di prodotti per cancelleria: la Staedtler e la più antica Lyra

## Infrastrutture e trasporti
A Norimberga è in servizio una rete S-Bahn e di metropolitana. È presente l'Aeroporto di Norimberga.

## Amministrazione

### Gemellaggi
- Antalya, dal 1997
- Atlanta, dal 1998
- Charkiv, dal 1990
- Cordova, dal 2010
- Cracovia, dal 1979[5]
- Crotone, dal 2019
- Glasgow, dal 1985
- Hadera, dal 1995
- Kavala, dal 1998
- Nizza, dal 1954
- Praga, dal 1990
- San Carlos, dal 1985
- Shenzhen, dal 1997
- Skopje, dal 1982
- Lagos

### Amicizie
- Antivari, dal 2006
- Brașov, dal 2006
- Changping, dal 2006
- Kalmunai, dal 2005
- Gera, dal 1988

## Sport
Vi ha sede il 1. Fußball-Club Nürnberg Verein für Leibesübungen, meglio noto come 1. FC Nürnberg il club comprende, oltre a quella calcistica, squadre di pugilato, pallamano, hockey, pattinaggio in linea e su ghiaccio, nuoto, sci e tennis.
Gli sport più seguiti sono il ciclismo, il tennis e automobilismo .